# Schawinski (Fernsehsendung)
Schawinski war eine Deutschschweizer Talkshow, die seit dem 30. Januar 2022 sonntags um 18.15 Uhr in Neuauflage auf dem Privatsender Blue Zoom lief. Moderator Roger Schawinski führte ein halbstündiges Interview mit Persönlichkeiten aus Gesellschaft, Kultur, Sport und Unterhaltung, die in der Schweiz als Entscheidungsträger oder meinungsbildend wirkten. Dabei wollte er seine Gäste in der brisantesten „Talkshow der Schweiz“ von einer bisher unbekannten Seite zeigen, um sie damit künftig besser einschätzbar zu machen.
Schawinski war zuvor montags um 22:55 Uhr auf SRF 1 zu sehen. Die Sendung wurde erstmals am 22. August 2011 ausgestrahlt, mit dem Bankier Konrad Hummler als Gesprächsgast. In der letzten Sendung, am 23. März 2020, konfrontierte Schawinski drei Überraschungsgäste mit seinen spontanen Fragen: Moritz Leuenberger, Katja Stauber und Urs Rohner.
Gäste der ersten Staffel der Neuauflage waren Toni Brunner, Josef Blatter, Eva Wannenmacher, Emil Steinberger, Doris Leuthard, Natalie Hersche, Christian «Jott» Jenny, Cédric Wermuth, Lukas Bärfuss, Roman Kilchsperger, Walter Andreas Müller und Josef «Jo» Lang. Am 9. Oktober 2022 startete die zweite Staffel, bei welcher es zu einer Wiederbegegnung zwischen Schawinski und dem «Weltwoche»-Verleger Roger Köppel kam. Zuvor herrschte zwischen den beiden Rogers nach einem Zerwürfnis mehrere Jahre lang Funkstille – zumindest öffentlich. Das Format ist auch auf digitalen Plattformen als Video on Demand zu sehen und als Podcast abrufbar. Ende 2022 wurde die Sendung auf Blue Zoom abgesetzt.

## Sendung beim SRF
Typisch für die Erstauflage im SRF war das Interview zwischen Roger Schawinski und seinem Gast, darunter auch gerne Persönlichkeiten mit teilweise völlig konträrer Meinung als seiner eigenen. Der Interviewstil zeichnete sich durch Konfrontation und starke Rhythmisierung durch den Interviewer aus. Gäste wurden mit Aussagen, Visionen und Handlungen aus ihrer Vergangenheit konfrontiert und dazu befragt. Auch abrupte Themenwechsel gehörten zum markanten Stil, der die Sendung charakterisierte. Nur wenige Gäste sassen Schawinski auch mehrfach gegenüber, beispielsweise Christoph Blocher, Roger Köppel, Thomas Minder, Oskar Freysinger oder Christoph Mörgeli, Blocher sogar neunmal.
Vom Prinzip des Gesprächs mit einem Gegenüber wich Schawinski teilweise ab: Am 21. Mai 2012 führte er eine Diskussionsrunde mit drei Freunden und Weggefährten des verstorbenen Kurt Felix, am 11. Juni 2012 unterhielt er sich mit Thomas Held und Tobias Straumann über die Eurokrise, und am 18. November 2013 führten SP-Nationalrätin Chantal Galladé und SVP-Nationalrat Thomas Aeschi ein Streitgespräch zur Familieninitiative. Insbesondere vor wichtigen Abstimmungen lancierte Schawinski häufiger Streitgespräche zwischen Gegnern und Befürwortern und befragte im Nachgang Politologen, um den Ausgang der Abstimmungen zu analysieren.
Anlässlich der 100. Sendung machte Schawinski eine einmalige Ausnahme und liess sich von Rundschau-Moderator Sandro Brotz über seine Person befragen.

### Andreas Thiel und die Folgen
Der Stil der Sendung und die unterschiedlichen Reaktionen der Gäste führten immer wieder zu kontroversen Diskussionen. Im Verlauf der am 15. Dezember 2014 ausgestrahlten Sendung kam es dann zu einem Eklat zwischen Moderator Schawinski und seinem Gast Andreas Thiel. Das Gespräch zwischen Thiel, der aufgrund seiner in der Weltwoche veröffentlichten «Streitschrift» Der Schatten des Ostens eingeladen worden war, und Roger Schawinski wurde schnell emotional. Die beiden Protagonisten wiegelten sich im Verlauf der Sendung gegenseitig hoch, sodass der Gesprächsverlauf schnell auch beleidigend wurde.
Nach der Sendung gingen innerhalb von sieben Tagen 136 Beschwerden bei der SRG-Ombudsstelle ein, was nach Aussage des Vorstehers Achille Casanova einen „absoluten Rekord“ darstelle. Aufgrund des Echos zu dieser Sendung, das auch nach 14 Tagen noch nicht verhallt ist, denkt Schawinski laut darüber nach, bei seinen Gästen wählerischer zu werden:

„Nach dem Eklat mit Thiel habe ich nun aber meine Haltung etwas revidiert. Deshalb werde ich Personen, die sich systematisch verweigern und jede Sendung umfunktionieren, nicht mehr ins Studio holen. Also nie mehr Blancho, nie mehr Freysinger, nie mehr den Gaukler und Falschspieler Andreas Thiel.“

Im September 2019 gab das SRF bekannt, dass die Sendung aus finanziellen Gründen per Anfang oder Frühling 2020 abgesetzt werde. Die letzte Sendung wurde am 23. März 2020 ausgestrahlt. Als Nachfolgesendung folgte die Talkshow «Gredig direkt» mit Urs Gredig.

## Rezeption
Die Neue Zürcher Zeitung resümierte zur ersten Sendung 2011, dass sie noch mehr «Speed-Show als Late-Night» sei und riet zur «Entschleunigung». Schawinski «schaffte es in seiner neuen Sendung, Themen für zwei Tage in 27 Minuten zu packen», nannte es aber ein «spannendes Format». Schawinskis Aussage «Die Erwartungen sind so hoch, die kann ich gar nicht erfüllen» hielt die NZZ entgegen: «Stimmen die Gäste und konzentriert sich Schawinski in Zukunft auf weniger Themen, bietet das Format eines konfrontativen Eins-zu-Eins-Gesprächs eine spannende Abwechslung zu den sonstigen Angeboten des Schweizer Fernsehens. Gut gewählt ist beispielsweise, dass sich die zwei Gesprächspartner an einem Tisch gegenübersitzen – für ein Interview die mit Abstand beste Position.» Schawinski würde «zudem nicht an der manchmal zur Schweizer Tugend erhobenen Bescheidenheit» leiden, was zum Unterhaltungswert der Show beitrage.
Die Premiere erreichte einen Marktanteil von 18,3 Prozent. Nach zunächst zurückgehenden Einschaltquoten verzeichnete die Sendung mit Roger Köppel vom 9. Januar 2012 mit ca. 260'000 Zuschauern einen bisherigen Rekord; die Quote entsprach einem Marktanteil von 33,5 Prozent.
Die Neuauflage der Sendung auf Blue Zoom 2022 erhielt von Schweizer Medienjournalisten gute Noten, wie das Branchenportal persoenlich.com nach der Premiere festhält. Die gesamte erste Staffel der Talkshow erreichte gemäss Mitteilung eine überdurchschnittliche Zuschauerbeteiligung.